# Fires at Midnight
Fires at Midnight är Blackmore's Nights tredje album, utgivet 2001. Ritchie Blackmore har på skivan lånat från såväl Michael Praetorius och Tielman Susato som Bob Dylan.

## Låtlista
1. "Written in the Stars" - 4:49
2. "The Times They Are a-Changin'" - 3:33
3. "I Still Remember" - 5:42
4. "Home Again" - 5:27
5. "Crowning of the King" - 4:31
6. "Fayre Thee Well" - 2:08
7. "Fires at Midnight" - 7:36
8. "Hanging Tree" - 3:46
9. "The Storm" - 6:11
10. "Mid Winter's Night" - 4:30
11. "All Because of You" - 3:36
12. "Waiting Just for You" - 3:16
13. "Praetorius (Courante)" - 1:57
14. "Benzai-Ten" - 3:51
15. "Village on the Sand" - 5:04
16. "Again Someday" - 1:39